# Sinobambusa nephroaurita
Sinobambusa nephroaurita är en gräsart som beskrevs av Cheng De Chu och Chi Son Chao. Sinobambusa nephroaurita ingår i släktet Sinobambusa och familjen gräs. Inga underarter finns listade i Catalogue of Life.